# 공범 (2013년 영화)
"공범"은 2013년에 개봉한 대한민국의 스릴러 영화이다.

## 줄거리
대학 졸업 후 신문기자를 꿈꾸는 다은은 '내 심장'이라 부르며 애지중지하는 아버지 손만과 함께 살고 있다. 허드렛일을 하지만 다은은 그런 아버지를 자랑스럽게 생각한다. 어느 날, 남자친구 재경, 친구 보라와 함께 영화를 보러 간 다은은 미제 유괴 살인 사건을 다룬 영화를 보게 된다. 영화 말미에 나오는 범인의 협박 전화 녹음에서 다은은 충격에 휩싸인다. 아버지의 목소리와 너무나 흡사했기 때문이다. 게다가 아버지가 늘 입버릇처럼 하던 말 "끝날 때까지 끝난 게 아니다"라는 말까지 범인이 했던 것이다.
집으로 돌아온 다은은 15년 전 발생한 사건에 대해 인터넷으로 검색하기 시작한다. 아버지를 의심했다는 죄책감과 공포에 휩싸인 다은은 공소시효가 끝나기 전에 아버지의 과거를 파헤치기로 결심한다. 아버지에 대한 불신이 커져가면서 두 사람의 관계는 점점 악화되고, 그즈음 손만의 과거를 아는 한 남자가 갑자기 나타난다. 아버지와 딸 사이의 믿음이 무너지는 가운데, 다은은 진실을 밝히기 위해 고군분투한다.

## 캐스팅
- 손예진 : 정다은 역
- 김갑수 : 정순만 역 - 다은 아빠
- 임형준 : 심준영 역 - 미옥 동생
- 김광규 : 장석중 형사 역
- 박주용 : 최용주 역
- 박사랑 : 어린 정다은 역
- 하경민 : 손광민 역
- 최은석 : 김 형사 역
- 김호승 : 민 형사 역 - 재경 선배
- 유태선 : 동료형사 역
- 전준혁 : 한채진 역
- 송정우 : 미선부 역
- 김태리 : 미선모 역
- 엄태옥 : 면접관1 역
- 유영복 : 면접관2 역
- 유승희 : 면접관3 역
- 이선아 : 강남여자 1 역
- 홍서영 : 강남여자2 역
- 최단비 : 강남여자3 역
- 박연두 : 영화 속 아빠 역
- 유지연 : 영화 속 엄마 역
- 유원선 : 영화 속 범인 역
- 정민성 : 추행남 역
- 조유신 : 신부 역
- 박지연 : 여기자 역
- 정장한 : 국과수 직원1 역
- 서대운 : 국과수 직원2 역
- 김미희 : 까페 종업원 역
- 전진우 : 응급실 의사 역
- 김승훈 : 지구대 순경 역
- 현수민 : 고등학생 준영 역
- 이수연 : 극장 화장실녀 역
- 박혜미 : 편의점 직원 역
- 김도연 : 지하철녀 역
- 장루비 : 투피스녀 역
- 임지현 : 산부인과 간호사 역
- 최호원 : 뉴스앵커1 역
- 변이철 : 뉴스앵커2 역
- 유형서 : 뉴스앵커3 역
- 허보름 : 뉴스앵커4 역
- 김도현 : 횟집 사장 역
- 강신일 : 한상수 역 - 채진 아빠 (특별출연)
- 서갑숙 : 심미옥 역 (특별출연)
- 임종윤 : 김교수 역 (특별출연)
- 이규한 : 김재경 역 - 다은 친구 (특별출연)
- 조안 : 연보라 역 - 다은 친구 (특별출연)